# Psara frenettalis
Psara frenettalis is een vlinder uit de familie van de grasmotten (Crambidae), uit de onderfamilie van de Spilomelinae. De wetenschappelijke naam van deze soort is voor het eerst geldig gepubliceerd in 1966 door Henry Legrand.
De soort komt voor op de eilanden Mahé en Silhouette van de Seychellen.